# Czesław Józefczyk
Czesław Zefiryn Zbigniew Józefczyk (ur. 31 stycznia 1896 w Krakowie, zm. 5 kwietnia 1963 w Londynie) – major piechoty Wojska Polskiego, działacz niepodległościowy, kawaler Orderu Virtuti Militari, w 1959 mianowany przez prezydenta RP na uchodźstwie podpułkownikiem w korpusie oficerów piechoty. 

## Życiorys
Urodził się 31 stycznia 1896 w Krakowie, w rodzinie Józefa (ur. 1860) i Marii z Ćwiklińskich Nałęcz (1877–1924). Przed 1914 był uczniem szkoły realnej.
Po wybuchu I wojny światowej był żołnierzem Legionów Polskich, służąc w oddziale karabinów maszynowych oraz w 5 pułku piechoty w składzie I Brygady. W bitwie pod Kostiuchnówką 4 lipca 1916 został wzięty do niewoli przez Rosjan i był internowany w obozie Malatycze, w guberni mohylewskiej.
Po odzyskaniu przez Polskę niepodległości wyjechał do Lublina, gdzie wstąpił do organizującego się 1 Lubelskiego pułku piechoty. Został mianowany podporucznikiem, a po miesiącu wyjechał na front pod Rawę Ruską do grupy Leopolda Lis-Kuli jako dowódca karabinów maszynowych. W Rawie Ruskiej został przeniesiony do 9 pułku piechoty Legionów. W jego szeregach walczył na wojnie z Ukraińcami, a później na wojnie z bolszewikami. Został odznaczony Orderm Virtuti Militari i awansowany na porucznika.
Po zakończeniu działań wojennych pozostał w wojsku jako oficer zawodowy i został przeniesiony do 24 pułku piechoty w Łucku. Został awansowany na stopień kapitana piechoty ze starszeństwem z dniem 1 czerwca 1919. W 1923, 1924 służył jako oficer 9 pułku piechoty Legionów w Zamościu. 31 października 1927 roku został przeniesiony z 24 pułku piechoty  do Korpusu Ochrony Pogranicza. 18 lutego 1928 roku awansował na majora ze starszeństwem z dniem 1 stycznia 1928 roku i 135. lokatą w korpusie oficerów piechoty. W tym samym roku był kwatermistrzem batalionu „Rokitno”. W marcu 1931 roku został przeniesiony z KOP do 9 pułku piechoty Legionów na stanowisko dowódcy III batalionu detaszowanego w Tomaszowie Lubelskim. W sierpniu 1935 roku został przeniesiony do Powiatowej Komendy Uzupełnień Włodzimierz Wołyński na stanowisko komendanta. 1 września 1938 roku dowodzona przez niego jednostka została przemianowana na Komendę Rejonu Uzupełnień Włodzimierz Wołyński, a zajmowane przez niego stanowisko otrzymało nazwę „komendant rejonu uzupełnień”. W 1939 roku nadal pełnił służbę na tym stanowisku.
Zmarł 5 kwietnia 1963 w Londynie.

## Ordery i odznaczenia
- Krzyż Srebrny Orderu Virtuti Militari nr 99[2] – 17 maja 1921[20][21]
- Krzyż Niepodległości – 6 czerwca 1931 „za pracę w dziele odzyskania niepodległości”[22]
- Krzyż Walecznych[23]
- Złoty Krzyż Zasługi – 19 marca 1935 „za zasługi w służbie wojskowej”[24][25]
- Medal Pamiątkowy za Wojnę 1918–1921[23]
- Medal Dziesięciolecia Odzyskanej Niepodległości[23]
- łotewski Medal Pamiątkowy 1918-1928 – 6 sierpnia 1929[26][23]